# شون هيغينز (لاعب كرة قدم)
شون هيغينز (بالإنجليزية: Shaun Higgins)‏ (17 أكتوبر 1978 في الولايات المتحدة - ) هو لاعب كرة قدم أمريكي في مركز الوسط. لعب مع نادي شيفاز يو إس أي وPortland Timbers (2001–2010) ‏ وOrange County Blue Star ‏.

## وصلات خارجية
- شون هيغينز على موقع قاعدة بيانات كرة القدم.إي يو (الإنجليزية)